# Dane ustrukturyzowane
Dane ustrukturyzowane (ang. structured data) – dane uporządkowane w sposób umożliwiający niezawodną identyfikację poszczególnych stwierdzeń faktów oraz ich wszystkich składników.
Przykładem takich danych są bazy danych i arkusze kalkulacyjne.